# Mallerenga emplomallada dels ginebres
La mallerenga emplomallada dels ginebres (Baeolophus ridgwayi) és una espècie d'ocell de la família dels pàrids (Paridae) que habita zones arbustives del sud-est d'Oregon, nord-est de Nevada, sud-est d'Idaho, sud de Wyoming, centre de Colorado, oest d'Oklahoma, sud-est de Califòrnia, centre i sud-est d'Arizona i sud de Nou Mèxic.

## Distribució i hàbitat
Resideix durant tot l'any, principalment a la Gran Conca, però és resident des del sud-est d'Oregon i centre de Colorado fins a l'est de desert de Mojave a Califòrnia i el centre d'Arizona, a l'oest de Texas i l'extrem nord-est de Sonora, Mèxic -(les illes del cel Madrenses).
Prefereix boscos oberts càlids i secs de pinyó (Juniperus) i boscos riberencs del desert.

## Subespècies
Es reconeixen dues subespècies:
- B. r. ridgwayi (Richmond, 1902) - a l'interior oest de Nord-amèrica (Idaho a Nevada, sud-est de Califòrnia, Arizona, nord-est de Sonora).
- B. r. zaleptus (Oberholser, 1932) - sud d'Oregon (a l'est de les cascades) fins a Nevada i Califòrnia (comtat d'Inyo).